# 버밍햄-제퍼슨 컨벤션 콤플렉스
버밍햄-제퍼슨 컨벤션 콤플렉스(Birmingham–Jefferson Convention Complex)은 미국 앨라배마주 버밍햄에 위치한 컨벤션 센터이자 실내 경기장이다. 과거 ECHL 버밍햄 불스와 WHA 버밍햄 불스의 홈경기장으로 사용했다.